# Hidrolina
Hidrolina là một đô thị thuộc bang Goiás, Brasil. Đô thị này có diện tích 580,386 km², dân số năm 2007 là 4229 người, mật độ 7,3 người/km².